# Sepp Holzer
Josef «Sepp» Holzer (Ramingstein, Salzburgo, Austria, 24 de julio de 1942) es un agricultor, autor y consultor internacional en lo referente a agricultura ecológica.
Creció en una familia rural tradicional de religión católica, a los 20 años heredó de su padre la granja familiar en las montañas de Austria y siguiendo técnicas propias de agricultura ecológica reforestó el lugar y construyó terrazas y sistemas de retención de agua, obteniendo muy buenos resultados en un clima frío y a altitudes de 1100 a 1500 metros sobre el nivel del mar.
Sepp Holzer es conocido mundialmente como el "rebelde agrario" ya que ha persistido en el empleo de técnicas que son incomprendidas por la autoridad de su país lo que le ha costado cuantiosas multas, él mismo refiere que es el agricultor más multado de Austria, sin embargo, lejos de ocasionar un daño al ambiente ha logrado crear un sistema sustentable y ecológico que le ha llevado a convertirse en un hombre respetado a nivel mundial, fama que le ha permitido dar conferencias en diferentes países.
Actualmente imparte seminarios sobre permacultura en su propia granja la cual consta de 45 hectáreas de bosque de alimentos y alrededor de 70 estanques. Los animales cumplen un papel muy importante en este lugar, por ejemplo, Holzer utiliza cerdos para remover y preparar la tierra antes de sembrar, esto lo consigue arrojando algunas semillas en la zona a preparar y permitiendo a los cerdos entrar y remover la tierra con sus hocicos mientras se alimentan de las semillas, posteriormente retira a los animales y siembra en el lugar ya preparado.
Es autor de varios libros en los que describe su filosofía de vida y su forma de trabajar en su granja. Existe un video documental donde también se tratan estos temas: The Agricultural Rebel dirigido por Bertram Verhaag.